# Заря (шахта)
Шахта «Заря» — угледобывающее предприятие. Находится на территории Снежнянского городского совета Донецкой области. Входила в ГП «Снежноеантрацит», с 2017 года — «Торезантрацит»  Добываются угли марки А — антрацит.
В эксплуатацию сдана в 1927 году. В 1972 году была произведена реконструкция, в результате чего мощность шахты увеличилась с 500 до 910 тысяч тонн. По состоянию на 2006 год установленная производственная мощность шахты составляла 460 тысяч тонн угля в год.
На балансе шахты числятся 4 угольных пласта: два пласта («Гольдштейновский» и «Кащеевский») находятся в разработке, запасы пласта «Фоминской» отработаны, а пласт «Усовский» — в перспективе. Общая протяженность выработок составляет 61 километр. Размеры полей шахты достигает 1200—2200 метров по простиранию, и 8050 метров по падению.
Источником электроснабжения является Штеровская ГРЭС, источниками водоснабжения — Яновское и Грабовское водохранилища.